# Alexander Alexandrowitsch Sinowjew

Grabstein Sinowjews

Alexander Alexandrowitsch Sinowjew (russisch Александр Александрович Зиновьев (IPA: [ʌlʲɪk'sandr ʌlʲɪk'sandrəvɪʨ zɪ'novj̞əf]), wiss. Transliteration Aleksandr Aleksandrovič Zinov'ev; * 29. Oktober 1922 in Pachtino, Gouvernement Kostroma, RSFSR; † 10. Mai 2006 in Moskau) war ein russischer Logiker, Schriftsteller und Dissident.

## Biografie
Sinowjew wurde am 29. Oktober 1922 in Pachtino, heute in der Oblast Kostroma, als siebtes von elf Kindern eines Arbeiters und einer Bäuerin geboren. Seine Familie floh 1929 vor dem Hunger nach Moskau.
Als 17-Jähriger begann er im Jahr 1939 ein Studium am Institut für Philosophie, Literatur und Geschichte der Lomonossow-Universität in Moskau. Schon im ersten Semester wurde er wegen einer Rede gegen den Personenkult um Stalin von der Universität verwiesen und in eine psychiatrische Klinik zur Beobachtung eingewiesen. Nachdem die Ärzte seine psychische Normalität festgestellt hatten, wurde er mehrmals vom NKWD verhört, der herausfinden wollte, wer dem Sohn aus proletarischer Familie kritisches Denken beigebracht und ihn zum Widerstand motiviert habe. Sinowjew flüchtete nach Sibirien, wo er auf einer Kolchose arbeitete. Während des Zweiten Weltkrieges meldete er sich freiwillig zur Roten Armee und diente in Panzereinheiten und als Kampfflieger. Aufgrund seiner militärischen Auszeichnungen durfte er 1950 sein Studium fortsetzen, das er 1951 mit einer Promotion über die Philosophie von Karl Marx abschloss. Später wurde Sinowjew Professor für Philosophie und Mitglied der Akademie der Wissenschaften. Er ist einer der bedeutendsten Logiker des letzten Jahrhunderts. Einer seiner engsten Mitarbeiter war der deutsche Logiker Horst Wessel.
Wegen seiner fortgesetzten Kritik am Realsozialismus wurde Alexander Sinowjew 1978 nach der Veröffentlichung seines Romans Gähnende Höhen, einer satirischen Abrechnung mit dem gesellschaftlichen und politischen System der Sowjetunion, aus dieser ausgebürgert. Er lebte bis zu seiner Rückkehr nach Russland im Jahr 1999 in München.
Die Kritik am bürokratischen System der Sowjetunion, an der kommunistischen Ideologie und später auch Russlands beherrschte weiter sein schriftstellerisches Schaffen. Von Bedeutung sind in diesem Zusammenhang seine Werke Homo sovieticus, Lichte Zukunft und Katastroika. Gorbatschows Potemkinsche Dörfer. Sinowjew blieb seiner Linie als unbequemer „Querdenker“ treu und ging auch mit Gorbatschows Perestroika scharf ins Gericht. Bei den Präsidentschaftswahlen 1996 unterstützte er den kommunistischen Widersacher Boris Jelzins, Gennadi Sjuganow.
In den letzten zwei Jahrzehnten seines Schaffens interessierten ihn vor allem die Strukturen des sogenannten Postsowjetismus (eine spezielle Theorie über den russischen Postsozialismus) sowie die Idee der Übergesellschaften zur Beschreibung der Globalisierung. Laut dem Historiker und Soziologen Mischa Gabowitsch „verstieg“ er sich dabei in „abstruse Theorien über eine westliche Verschwörung gegen Russland.“
Er verstarb am 10. Mai 2006 nach einem langen Krebsleiden und wurde auf dem Moskauer Nowodewitschi-Friedhof beerdigt.

## Ehrungen
- 1974: Mitglied der Finnischen Akademie der Wissenschaften
- 1977: Prix Europeén de l'essai laureate
- 1978: Mitglied der Akademie der Wissenschaften Italiens
- 1978: Prix Médicis étranger für L'Avenir radieux
- 1982: Prix Alexis de Tocqueville laureate
- 1984: Mitglied der Bayerischen Akademie der Schönen Künste
- Ehrenbürger von Ravenna, Avignon, Orange und Kostroma

## Zitate
„Wenn sie mich 1939 zum Tode verurteilt hätten, wäre das die richtige Entscheidung gewesen. Ich hatte geplant, Stalin zu töten, und das war ein Verbrechen, oder? Als Stalin noch lebte, sah ich das anders, aber jetzt, wo ich das ganze Jahrhundert überblicken kann, sage ich: Stalin ist die größte Persönlichkeit dieses Jahrhunderts gewesen, das größte politische Genie. Ein wissenschaftlicher Standpunkt jemanden gegenüber muss nicht dem persönlichen Verhalten entsprechen.“

## Werke
- Voskhozhdenie ot abstraktnogo k konkretnomu : na materiale "Kapitala" K. Marksa Kafedra filosofii. RAN, ISBN 5-201-02089-5. (Sinowjews Doktorarbeit von 1954 über die Logik in Karl Marx Werk Das Kapital)

Logik
- Über mehrwertige Logik. Ein Abriß. Übersetzt und herausgegeben von H. Wessel. Berlin/Braunschweig/Basel 1968.
- Komplexe Logik. Grundlagen einer logischen Theorie des Wissens. Übersetzt und herausgegeben von H. Wessel. Berlin 1970.
- mit H. Wessel: Logische Sprachregeln. Eine Einführung in die Logik. Berlin 1975.
- H. Wessel (Hrsg.): Logik und Sprache der Physik. Berlin 1975.

Literatur übersetzt ins Deutsche
- Gähnende Höhen. (1976). (Roman) Deutsch von G. von Halle. Nachdichtung der Verse von Eberhard Storeck und G. von Halle, ISBN 3-257-21548-7.
- Homo sovieticus. (1978). (Roman) Aus dem Russischen von G. von Halle, ISBN 3-257-21458-8.
- Lichte Zukunft. Diogenes Verlag, Zürich 1979, ISBN 3-257-21133-3.
- Ohne Illusionen. – Interviews, Vorträge, Aufsätze. Diogenes Verlag, Zürich 1980, ISBN 3-257-01604-2.
- Kommunismus als Realität. Diogenes Verlag, Zürich 1981, ISBN 3-257-01606-9.
- Wir und der Westen. Interviews, Vorträge, Aufsätze. Diogenes, Zürich 1983.
- Die Diktatur der Logik : Über den gesunden Menschenverstand und die sowjetische Gesellschaft. Piper Verlag, München 1985, ISBN 3-492-02906-X.
- Der Arm des Kremls. Diogenes Verlag, Zürich 1986, ISBN 3-257-01714-6.
- Die Macht des Unglaubens. Anmerkungen zur Sowjetideologie. Piper, München/Zürich 1986, ISBN 3-492-02907-8.
- "Ich bin für mich selbst ein Staat". Betrachtungen eines russischen Kosmopoliten. Aufgezeichnet von Adelbert Reif und Ruth Renee Reif. Mit einer vollständigen Bibliographie der Werke von Alexander Sinowjew. Diogenes Verlag, Zürich 1987, ISBN 3-257-01735-9.
- Katastroika: Gorbatschows Potemkinsche Dörfer. Ullstein, 1988, ISBN 3-550-07645-2.
- Der Staatsfreier oder wie wird man Spion? Diogenes Verlag, Zürich 1989, ISBN 3-257-21695-5.
- Katastrojka in der offenen Stadt Partgrad. Kyrill- und Method-Verlag, München 1991, ISBN 3-927527-28-9.